# Herbert Franz Jacoby
Herbert Franz Jacoby (* 1939 in Kesten an der Mittelmosel, Rheinland-Pfalz) ist ein deutscher verurteilter Straftäter, der in den 1970er-, 1980er- und 1990er-Jahren bei 19 Raubzügen und Geiselnahmen gemeinsam mit Wilhelm Hudelmaier rund 20 Millionen D-Mark erbeutete. Bekanntheit erlangten Jacoby und Hudelmaier durch die Entführung der Schlecker-Kinder, bei der sie 9,6 Millionen D-Mark Lösegeld erpressten.

## Leben
Herbert Franz Jacoby stammt aus dem rheinland-pfälzischen Weinort Kesten an der Mosel. Bis zu seiner Festnahme war er in das Dorfleben integriert und führte nach außen hin das Dasein eines Normalbürgers. Bekannte beschrieben ihn als „Gentleman“, der allen immer geholfen habe, wenn es Probleme gab. Es war allerdings bekannt, dass Jacoby zwei Jahrzehnte lang nicht gearbeitet hatte.
Jacobys bekanntestes und größtes Verbrechen war die Entführung der Schlecker-Kinder, bei der es der Polizei trotz einer fast 100 Mann starken Sonderkommission nicht gelang, Hinweise auf die Täter zu finden. Da die Ermittlungen nicht vorankamen, gab es auch Nachforschungen innerhalb der Polizei. Auch Anton Schlecker geriet in Verdacht, die Entführung seiner eigenen Kinder selbst inszeniert zu haben. Insgesamt erbeuteten Jacoby und Hudelmaier bis zum Jahr 1998 rund 20 Millionen D-Mark, die überwiegend durch den aufwändigen Lebensstil Hudelmaiers verbraucht wurden – durch Spekulationen mit Immobilien und Optionsscheinen und durch Warentermingeschäfte.
Nach der Festnahme wurden Jacoby und Hudelmaier in den Medien oft recht positiv dargestellt. Es entstand das Bild von „Gentleman-Gangstern“, die nicht gefährlich für die Allgemeinheit waren. Darüber hinaus staunten Prozessbeobachter über das relativ hohe Alter des Angeklagten. Dass Jacoby zwei Jahrzehnte lang Straftaten begehen konnte, ohne gefasst zu werden, wurde mit dessen „Trickreichtum“ begründet. In der Doku-Reihe Die großen Kriminalfälle wurde die Geschichte von Hudelmaier und Jacoby dargestellt.
Im Jahr 1999 wurde Herbert Franz Jacoby vom Landgericht Ulm zu dreizehneinhalb Jahren Haft verurteilt. Die Richter werteten Jacobys umfassendes Geständnis als strafmildernd.